# NBA Jam Tournament Edition
NBA Jam Tournament Edition (Japans: NBA JAMトーナメントエディション) is een computerspel dat werd ontwikkeld door Midway Games en uitgegeven door Acclaim Entertainment. Het spel kwam in 1994 uit als arcadespel. Later volgde ook ports voor diverse homecomputers. Met het sportspel kan de speler basketbal spelen. Het spel is een verbeterde versie van NBA Jam.

## Platforms
| Jaar | Platform                                                  |
| ---- | --------------------------------------------------------- |
| 1994 | Arcade, Game Gear, SNES, Sega Mega Drive                  |
| 1995 | DOS, Game Boy, Jaguar, PlayStation, SEGA 32X, SEGA Saturn |

## Ontvangst
| Beoordeeld door                      | Platform        | Datum        | Score |
| ------------------------------------ | --------------- | ------------ | ----- |
| Gamers (Duitsland)                   | Sega Mega Drive | maart 1995   | 93%   |
| Game Players                         | SNES            | maart 1995   | 92%   |
| Video Games & Computer Entertainment | SEGA 32X        | juli 1995    | 90%   |
| Consoles Plus                        | SNES            | maart 1995   | 89%   |
| Electronic Gaming Monthly (EGM)      | SNES            | april 1995   | 85%   |
| neXGam                               | Jaguar          | 2005         | 85%   |
| Jeuxvideo.com                        | SEGA Saturn     | 8 maart 2012 | 75%   |
| CD Player                            | DOS             | 1996         | 70%   |
| All Game Guide                       | PlayStation     | 1998         | 70%   |
| Joypad                               | PlayStation     | oktober 1995 | 65%   |